# Celina picea
Celina picea är en skalbaggsart som beskrevs av Sharp 1882. Celina picea ingår i släktet Celina och familjen dykare. Inga underarter finns listade i Catalogue of Life.